# Give Peace a Chance
«Give Peace a Chance» (с англ. — «Дайте миру шанс») — песня Джона Леннона, выпущенная в 1969 году.

## История и запись песни
Фраза «Дайте миру шанс» была произнесена Ленноном во время знаменитой постельной акции протеста. Он отвечал на вопросы журналистов, находясь в постели вместе с Йоко Оно, в качестве протеста против войны. Леннон проводил эту акцию дважды. Недельные перформансы прошли в Амстердаме и в Монреале.
Во время акции в Монреале Леннон решил записать данную песню. Он сделал это вместе с Йоко Оно, воспользовавшись простейшим четырёхдорожечным катушечным магнитофоном и четырьмя микрофонами. Леннон сыграл на акустической гитаре. Ему ассистировал Томми Смозерс из группы Smothers Brothers. Во время записи присутствовало ещё несколько человек, имена некоторых из них попали в текст песни.
Песня вышла в качестве сингла в Европе, а затем в США. Она стала первым синглом, выпущенным участником The Beatles в то время, пока группа была ещё активна. В выходных данных авторами песни числился дуэт Леннон — Маккартни, однако в последующих изданиях ошибка была исправлена и единственным автором был указан Джон Леннон.

## Чарты
| Чарт (1969)                       | Высшая позиция |
| --------------------------------- | -------------- |
| Австрия (Ö3 Austria Top 40)       | 2              |
| Бельгия (Ultratop)                | 2              |
| Канада (RPM Singles Chart)        | 8              |
| Германия (Media Control Charts)   | 4              |
| Нидерланды (MegaCharts)           | 1              |
| Норвегия (VG-lista)               | 11             |
| Швейцария (Music Charts)          | 4              |
| Великобритания (UK Singles Chart) | 2              |
| США (Billboard Hot 100)           | 14             |
| США (Cashbox Top 100)             | 11             |